# 比奇洛 (密蘇里州)
比奇洛（英語：Bigelow）是位於美國密蘇里州霍爾特縣的村。

## 人口
根據2020年美國人口普查的數據，比奇洛的面積為0.25平方千米，皆為陸地。當地共有人口5人，而人口密度為每平方千米20人。